# Laguna Verde (Bolivien)
Die Laguna Verde („Grüne Lagune“) ist ein See im Nationalpark Andina Eduardo Abaroa im Südwesten Boliviens. Sie liegt am Fuß des Vulkans Licancabur auf 4.329 m.

## Mineralgehalt und Farbe

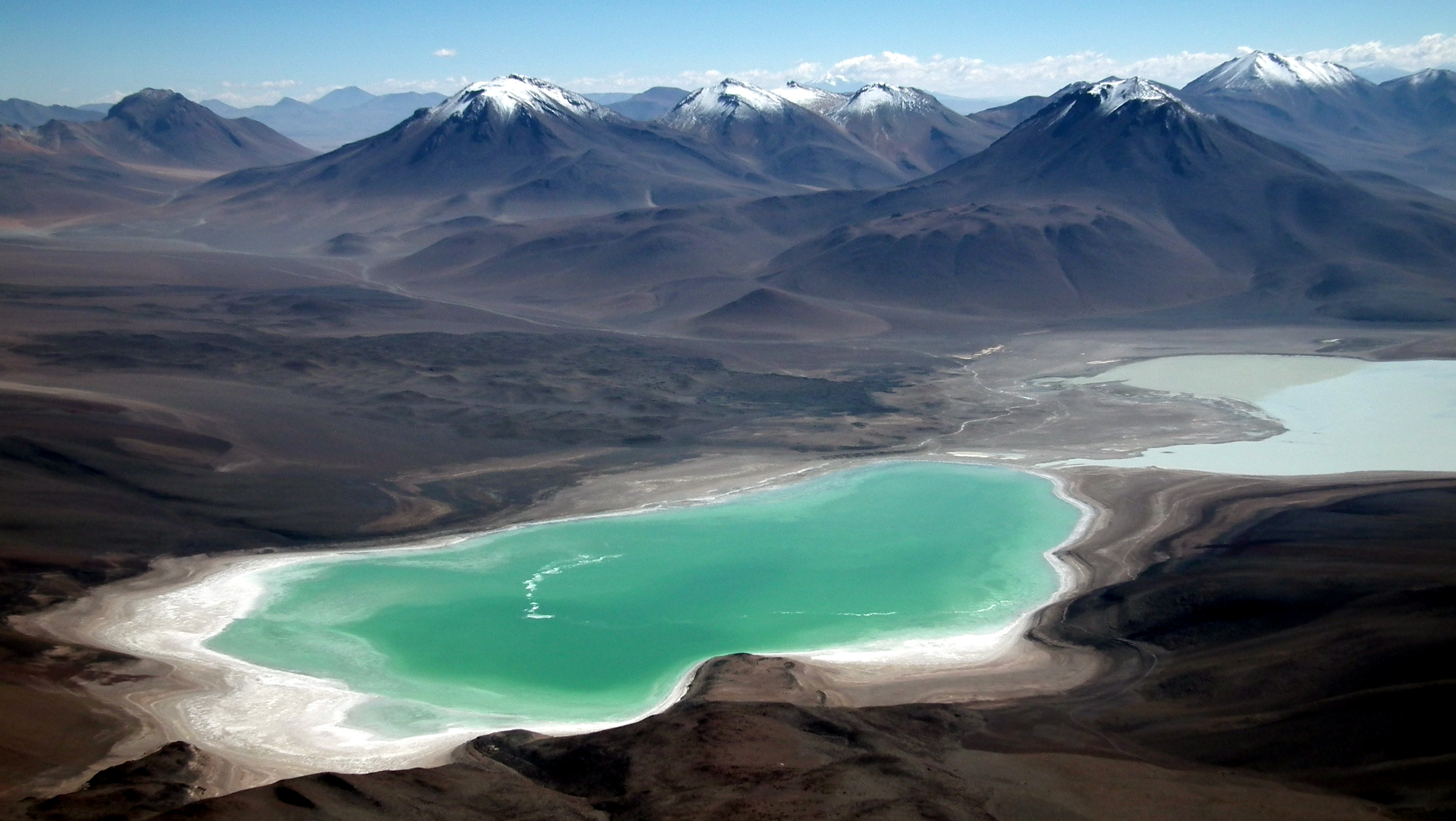
Laguna Verde vom Gipfel des Licancabur gesehen.

Die auffällige Färbung wird durch einen hohen Anteil an Mineralien wie Magnesium, Calciumcarbonat, Blei und Arsen verursacht.
Je nach Windstärke und den dadurch aufgewirbelten Sedimenten wechselt die Farbe zwischen hellem Türkis und dunklem Grün. Der besondere Mineralgehalt wird auch dafür verantwortlich gemacht, dass es in der Laguna Verde keine Flamingos gibt. Diese sind zahlreich in der direkt angrenzenden Laguna Blanca zu beobachten, die eine andere Mineralienzusammensetzung besitzt.

## Erreichbarkeit
Die Laguna Verde kann mit einem Geländefahrzeug von San Pedro de Atacama (in Chile, ca. 70 km entfernt) nach Passieren der bolivianischen Grenze erreicht werden. Hierbei sind die bolivianischen Ein- und Ausreisemodalitäten zu beachten. Gleichwohl werden 3–5 Tagestouren ausgehend von den bolivianischen Städten Uyuni oder Tupiza angeboten.